# تحت القصف (فلم)
تحت القصف هو فيلم لبناني درامي من إنتاج عام 2007 للمخرج اللبناني فيليب عرقتنجي. وقد شارك الفيلم في مهرجان البندقية السينمائي وفي مهرجان دبي السينمائي الدولي قد حاز على عدد من الجوائز في عدد من المهرجانات العالمية.
يذكر أن تصوير الفيلم بدأ خلال الحرب على لبنان صيف عام 2006، واستمرت لعدة أشهر بعد نهاية الحرب. لهذا السبب نجد عدة شهادات في الفيلم واقعية صادرة عن لبنانيين عاشوا الحرب وليس من الممثلين. كما أن كل مشاهد الدمار والقصف هي مواقع واقعية من آثار العدوان.

## محور القصة
مع نهاية الحرب، تعود زينة إلى لبنان من دبي عبر بارجة تركية وهدفها الرئيسي ايجاد إبنها الذي تركته مع خالته ليقضي الصيف. بعد مشقة وعناء يقبل طوني، سائق سيارة أجرة أخذها إلى الجنوب بعد أن فرض عليها مبلغًا ماليًا ضخمًا. خلال هذه الرحلة لا تكفّ زينة عن البحث من منطقة الي منطقة. ويلمس المشاهد تقارب تدريجي بين السائق والأم الثكلى.

## الطاقم التمثيلي
- ندى أبو فرحات بدور زينة
- جورج خبّاز بدور طوني
- راوية الشب بدور عاملة الفندق

## تقديرات وجوائز
- جائزة المهر الذهبي في مهرجان دبي السينمائي الدولي، الإمارات العربية المتحدة 2007.[1]
- جائزة الشباب في مهرجان البندقية السينمائي، إيطاليا 2007.[2][3]
- جائزة حقوق الإنسان في مهرجان البندقية السينمائي، إيطاليا 2007.[2]

## وصلات خارجية
- مقالات تستعمل روابط فنية بلا صلة مع ويكي بيانات

.
- الموقع الرسمي للفيلم.
- شريط دعائي للفيلم على يوتيوب.